# Ignacio Martínez de Pisón
Ignacio Martínez de Pisón Cavero (Saragozza, 27 dicembre 1960) è uno sceneggiatore, giornalista e scrittore spagnolo.

## Biografia
Ignacio Martínez de Pisón si è laureato in Studi Ispanici presso l'Università di Saragozza e Filologia italiana a Barcellona, dove vive dal 1982. È sposato con María José Bello.
Ha scritto la sceneggiatura per l'adattamento cinematografico del regista spagnolo Emilio Martínez Lázaro "Strada secondaria" nel 1997, per la quale è stato candidato nel 1998 al Premio Goya per la migliore sceneggiatura non originale.
Ha scritto la sceneggiatura di "Le 13 rose" sempre di Emilio Martínez Lázaro, che è stata premiata nel 2008 con il premio Goya per la migliore sceneggiatura originale, ed è coautore di Chico & Rita, film d'animazione diretto da Fernando Trueba, Javier Mariscal e Tono Errando.
Ha scritto articoli su vari giornali informativi e di critica letteraria. 
I suoi romanzi sono stati tradotti in una dozzina di lingue.

## Opere principali[1]
- La buena reputación, Barcelona, Seix Barral, 2014
- El Día de Manana, Barcelona, Seix Barral, 2011
- Aeropuerto de Funchal, Barcelona, Seix Barral, 2009
- Dientes de leche, Barcelona, Seix Barral 2008; trad. it. Il fascista, traduzione di Bruno Arpaia, Parma, Guanda, 2010
- Enterrar a los muertos, Barcelona, Seix Barral, 2005; trad. it. Morte di un traduttore, traduzione di Bruno Arpaia, Parma, Guanda, 2006
- El tiempo de las mujeres, Barcelona, Editorial Anagrama, 2003; trad. it. Il tempo delle donne,	Milano, Marcos y Marcos, 2003
- María bonita, Barcelona, Editorial Anagrama, 2000; trad. it. Marìa bonita, Milano, Marcos y Marcos, 2002
- El viaje americano, Madrid, SM 1998; trad. it. Il viaggio americano, Milano, Feltrinelli, 2005
- Carreteras secundarias, Barcelona, Editorial Anagrama, 1996; trad. it. Strade secondarie, Torino, Einaudi, 1998
- El fin de los buenos tiempos, Barcelona, Editorial Anagrama, 1994
- Nuevo plano de la ciudad secreta, Barcelona, Editorial Anagrama, 1992
- Antofagasta, Barcelona, Anagrama, 1987
- Alguien te observa en secreto, Barcelona, Editorial Anagrama, 1985
- La ternura del dragón, Barcelona, Editorial Anagrama, 1985

## Riconoscimenti

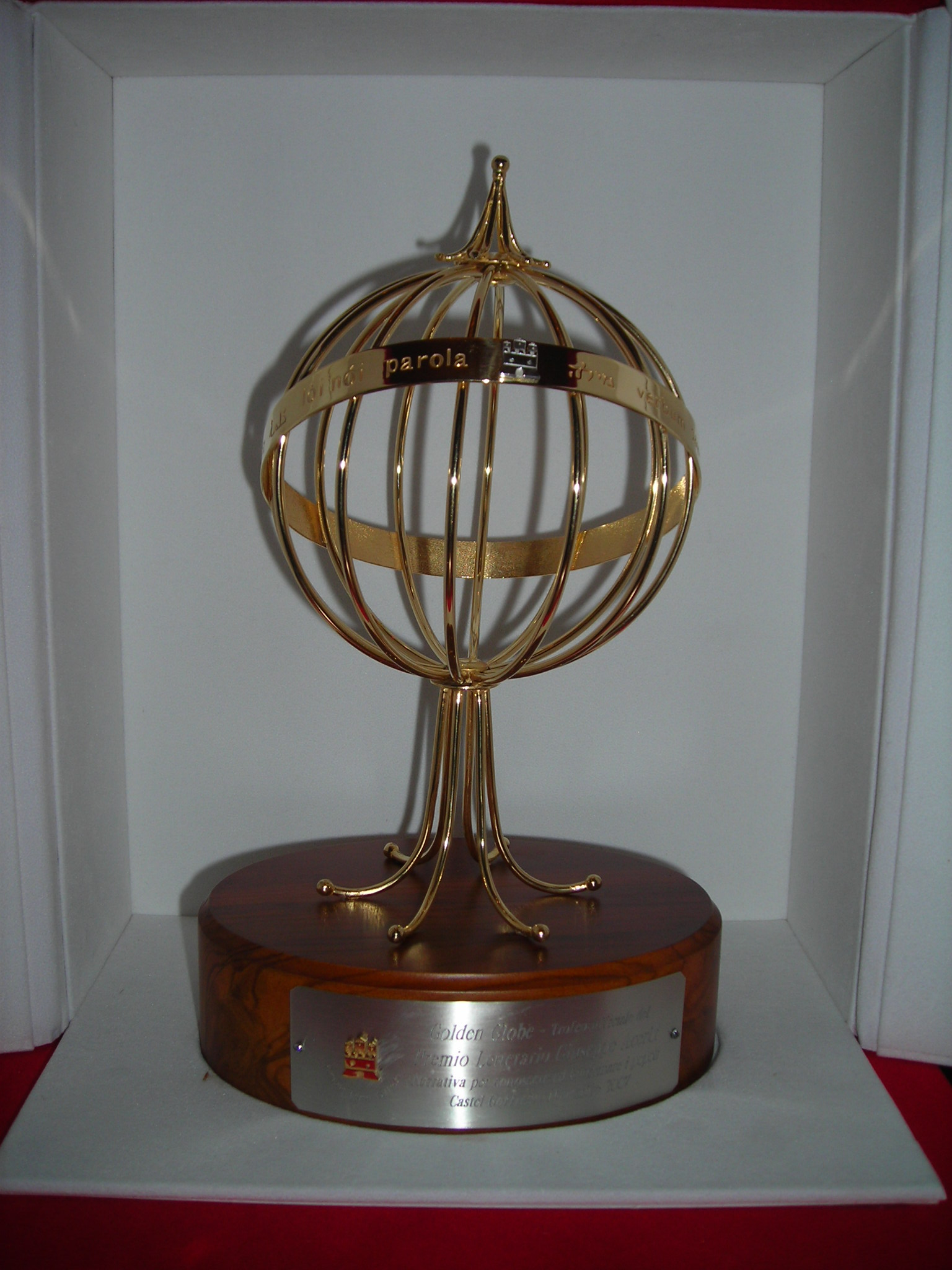
Premio letterario Giuseppe Acerbi.

- Nel 2012 si è aggiudicato il Premio letterario Giuseppe Acerbi con il romanzo Il fascista.